# Федченко, Иван Андреевич
Иван Андреевич Федченко — советский государственный деятель, председатель Ростовского облисполкома (1954—1955).
Даты жизни не выяснены.
В конце 1940-х — начале 1950-х гг. заместитель директора и директор Ростовского зернотреста (Ростов-на-Дону). В 1953—1954 гг. начальник Ростовского областного управления сельского хозяйства.
С февраля 1954 по апрель 1955 г. председатель Ростовского облисполкома.
В 1955—1957 гг. начальник отдела растениеводства, заместитель министра совхозов СССР.
В 1960-е гг. ответственный секретарь советской делегации в постоянной комиссии СЭВ по сельскому хозяйству.
Депутат Верховного Совета СССР 4-го созыва (1954—1958).